# 半掛式卡車
半聯結車是由牵引车组合無引擎车體，用來運送貨物的卡車。於中國大陸稱半掛式卡車，香港則稱挂接车，臺灣稱為半联结车。牵引车或半挂式卡车和沒有連結懸扭的卡车相比，是截然不同的设计。

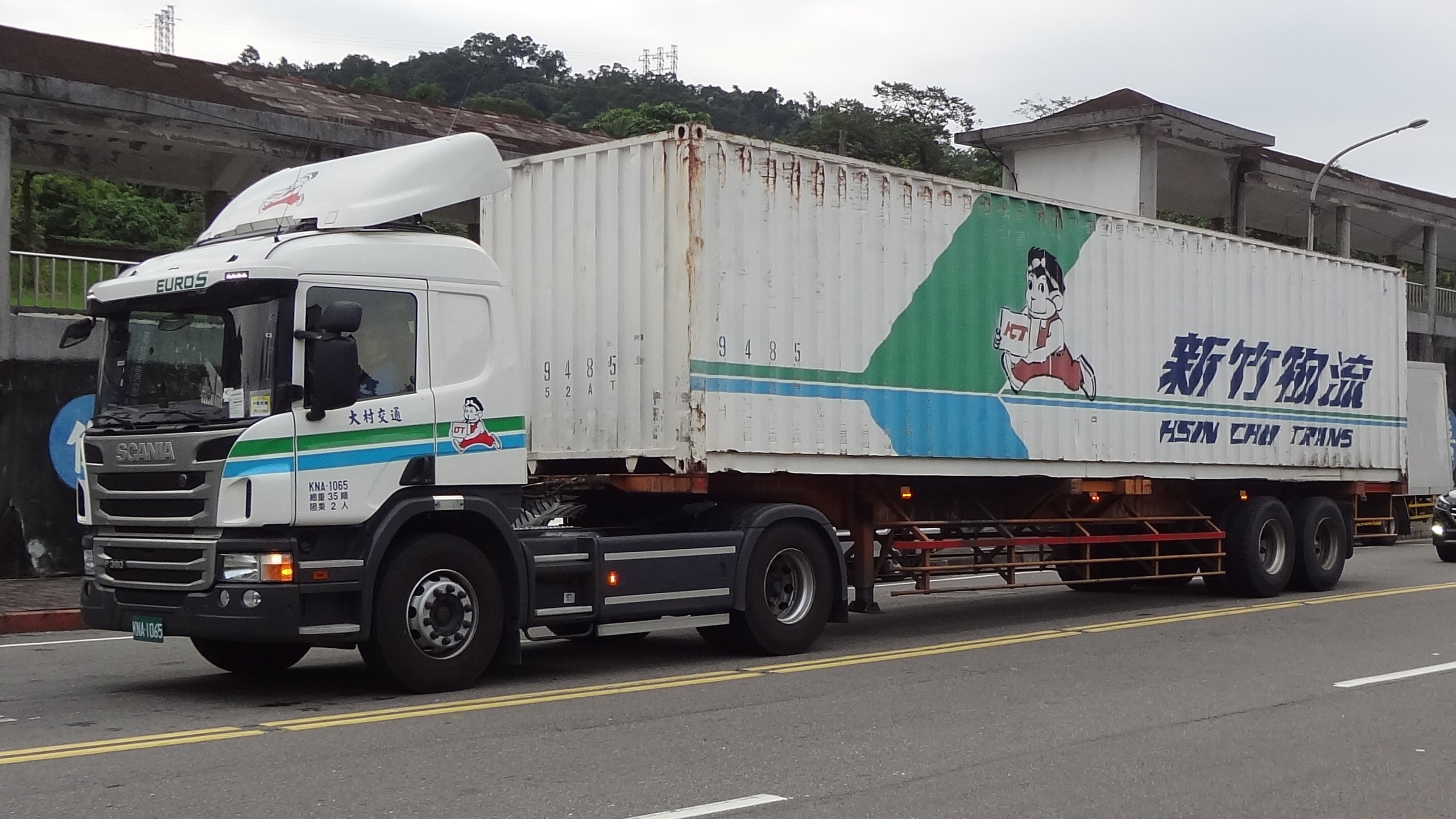
台灣Scania P360曳引車拖曳新竹物流貨櫃拖車
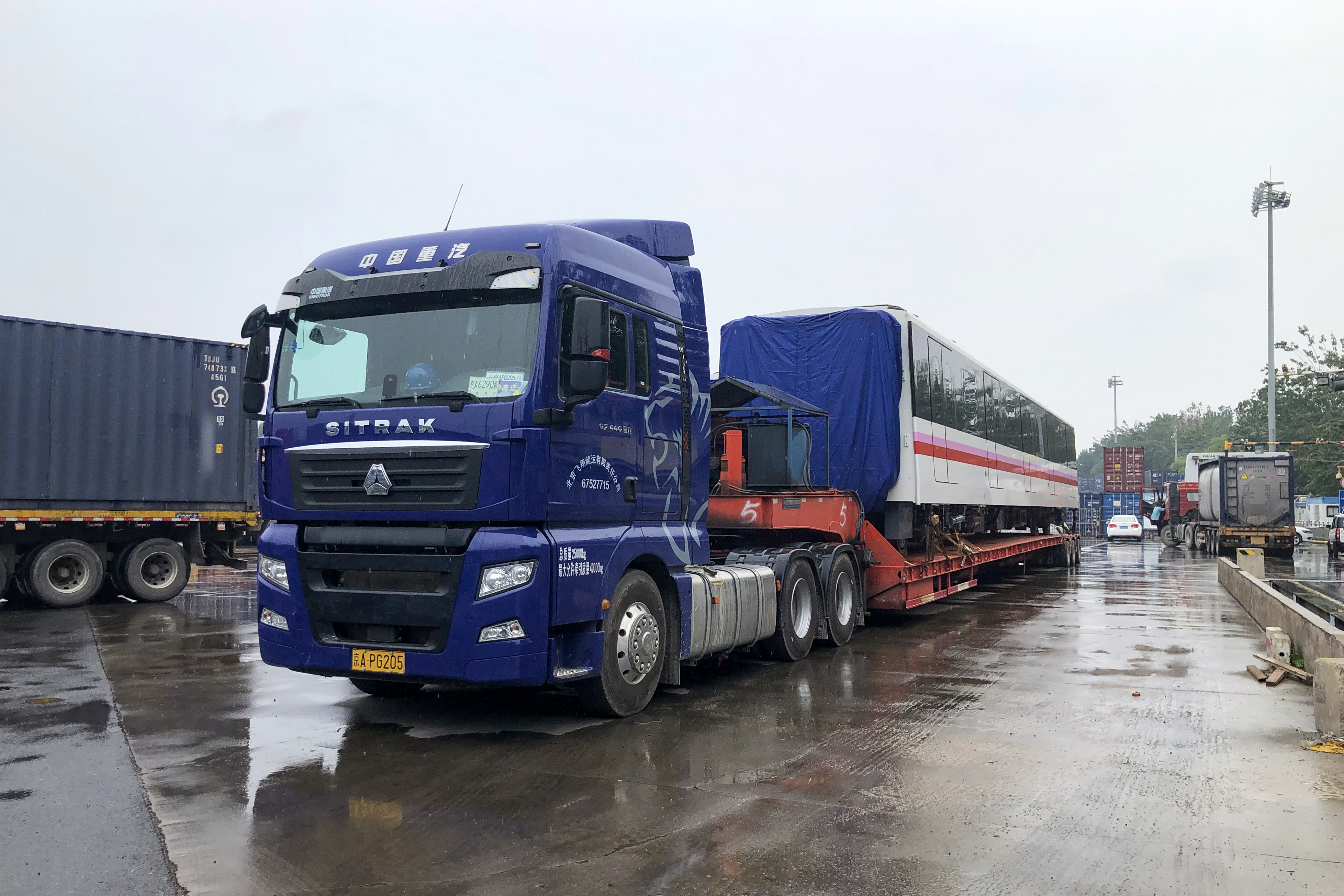
於大红门货场通过低平板半挂车运输北京地铁19号线列车的中国重汽汕德卡G7 440系列卡车
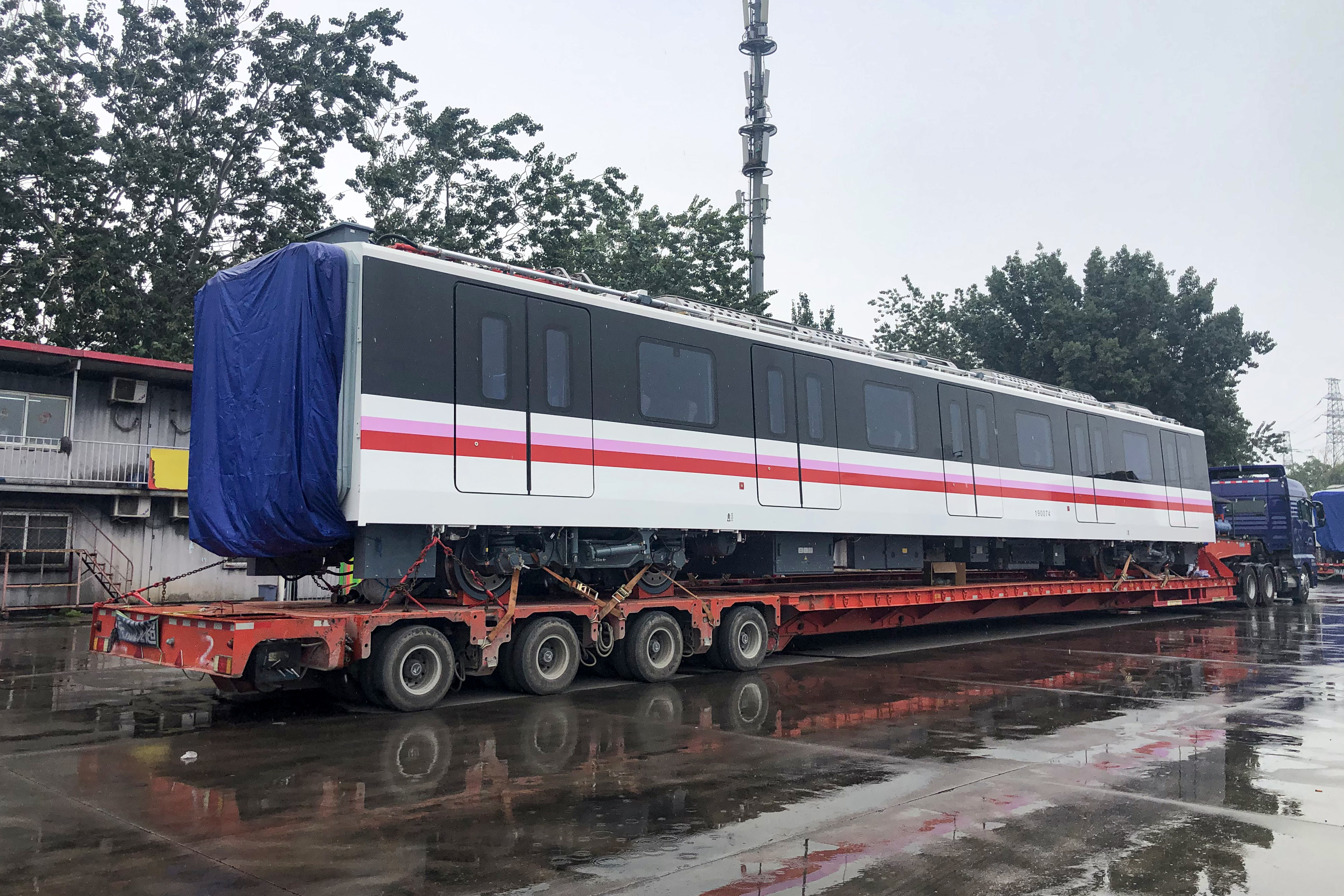
运输北京地铁19号线列车的四轴低平板半挂车
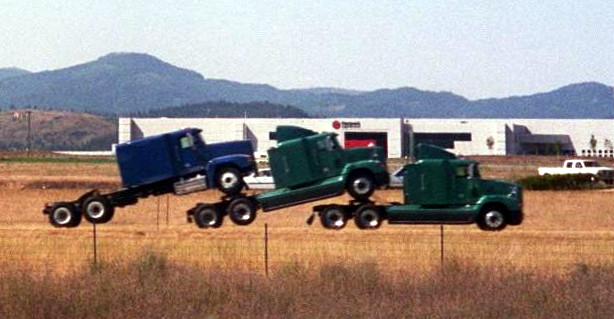
美國爱达荷州使用曳引車來牵引運送其他曳引車

## 半掛式卡車的分類
半掛式卡車有许多类型，用来运输各种物品。
- 貨櫃車
- 拖板車
- 砂石車
- 油罐车
- 汽車運輸車
- 旅行拖車[1]

## 驾照

### 台湾

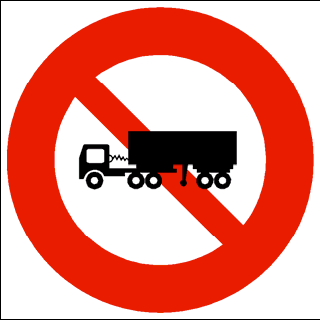
在臺灣禁止聯結车的交通號誌

中華民國交通部《道路交通安全規則》中定義聯結車為一輛曳引車牽引淨重大於750公斤的車廂者，並要求半挂式卡车驾驶應具有聯結車駕駛執照。

### 中國大陸
《中华人民共和国道路交通安全法》要求半掛式卡車的驾驶员具有牵引车(A2)驾照。
牵引车驾照的考取资格是要求持有大型货车(B2)驾照二年以上，并且无负主要责任致人死亡和酒后驾车记录。

### 香港
挂接车駕駛執照的申請人須持有中型貨車或重型貨車的有效正式商用車輛駕駛執照。
如已完成私家車或輕型貨車的一年暫准駕駛期，則在獲取相應車輛類別的正式駕駛執照後，便即時符合資格申請商用車輛的學習駕駛執照或正式駕駛執照；如私家車或輕型貨車的暫准駕駛期不適用，而申請人已持有私家車或輕型貨車的正式駕駛執照最少一年，亦符合資格申請商用車輛的學習駕駛執照或正式駕駛執照。